# Escola Franciscana de Oxford
A Escola Franciscana de Oxford foi formada por um grupo de acadêmicos medievais da Universidade de Oxford, na Inglaterra, que eram ligados à Ordem Franciscana e à filosofia Escolástica. Eles deram uma contribuição especial ao desenvolvimento da ciência e da metodologia científica, no contexto do Renascimento do Século XII do ocidente Europeu.
Robert Grosseteste, Roger Bacon e William de Ockham são alguns dos nomes ilustres que fizeram parte da Escola Franciscana de Oxford, que era constituída por vários frades franciscanos que representavam a renovação da filosofia e das ciências medievais.